# Loi sur la protection de la jeunesse (Québec)
Pour les articles homonymes, voir Loi sur la protection de la jeunesse.
Lire en ligne

texte officiel

Loi de la protection de la jeunesse (1951-1979)
La Loi sur la protection de la jeunesse est une loi québécoise établissant les droits des enfants et des parents et les principes directeurs des interventions sociales et judiciaires en matière de protection de la jeunesse au Québec. Elle a été adoptée par l’Assemblée nationale du Québec le 16 décembre 1977. Le début de son application, le 15 janvier 1979 a donné lieu à la création de la Direction de la protection de la jeunesse maintenant intégrée dans les Centres jeunesse du Québec. 
La Loi confie l’application des mesures qu’elle met de l’avant à un Directeur de la protection de la jeunesse. Le Directeur de la protection de la jeunesse s’acquitte de son mandat par des autorisations. La Loi définit les pouvoirs, rôles et fonctions des personnes autorisées. C’est la structure administrative des équipes et services constitués de personnes travaillant sous l’autorité du Directeur de la protection de la jeunesse que l’on appelle communément la Direction de la protection de la jeunesse.

## Historique

### Lois antérieures
Avant 1800, on considère généralement  la famille comme seule responsable des enfants et la charité comme une affaire privée ne devant pas faire l’objet d’une intervention de l’État. Avec le développement industriel et urbain, l’État québécois est amené à s’impliquer davantage. Il pose d’autres actes législatifs précurseurs du système actuel de protection de la jeunesse.  En 1869, la « Loi concernant les écoles industrielles » est considérée comme la première à édicter des mesures dans l’intérêt de l’enfant. En 1921, les initiatives privées étant croissantes, la « Loi de l’assistance publique » pose l’État comme un partenaire qui soutient financièrement par des subventions les établissements souvent gérés par les communautés religieuses. En 1944, une première « Loi de la protection de l’enfance » est votée mais n’entre pas en vigueur, entre autres à cause des résistances à l’intrusion de l’État dans le domaine de la protection de l’enfance. Lui succède en 1951, la « Loi sur la protection de la jeunesse » qui instaure un système judiciaire de protection. Cette loi concerne les enfants « exposés à des dangers moraux ou physiques » (art. 15) («Manuel de référence sur la protection de la jeunesse », p. 108), soit les enfants dont les parents sont jugés indignes, les orphelins, les enfants illégitimes ou adultérins, les enfants exposés à la délinquance ou ceux qui sont incontrôlables et qui présentent des troubles caractériels sérieux. Toute personne en autorité peut conduire l’enfant devant un juge de la Cour du bien-être social, qui enquête et qui rend une décision dans l’intérêt de l’enfant, sans droit d’appel. Ce système a encadré les interventions en matière de protection de l’enfance jusqu’à leur révision avec l’adoption de la loi actuelle.

### Modifications
Depuis son adoption en 1977, la Loi sur la protection de la jeunesse a été modifiée en 1984 et en 1994 et en 2006. 
De 1979 à 1984, en vertu des articles 38 et 40, la Loi concerne respectivement  les enfants mineurs dont la sécurité ou le développement semblait ou était compromis et les mineurs de 14 ans tenus responsables d’une infraction à une loi ou à un règlement en vigueur au Québec. Sa révision est forcée par l’adoption, en 1982 de la Loi sur les jeunes contrevenants par le gouvernement canadien.  L’entrée en vigueur de l’amendement, en avril 1984, se fait en même temps que le début d’application de la Loi sur les jeunes contrevenants. Le Directeur provincial prévu à cette dernière est, au Québec, le Directeur de la protection de la jeunesse qui cumule les deux fonctions.
Entre 1984 et 1994, plusieurs événements législatifs, entre autres la réforme des tribunaux judiciaires, des modifications au Code criminel, un nouveau Code de procédure pénale, une nouvelle Loi sur les services de santé et les services sociaux (LSSSS), un nouveau Code civil du Québec ainsi que plusieurs rapports de groupes d’étude sur les services aux enfants et aux parents commandent les amendements de 1994.  Ceux-ci visent à apporter des précisions, à insister sur l’importance de l’engagement des parents et à harmoniser la Loi sur la protection de la jeunesse avec ces autres lois.
Les modifications adoptées le 14 juin 2006 ne remettent pas en question les grands principes de la Loi sur la protection de la jeunesse. Ils introduisent des durées maximales de placement, de façon à assurer à l’enfant, en tenant compte de son âge, si ses parents ne peuvent rétablir leurs rôles, un projet de vie stable et une continuité de ses liens d’attachement. Ils favorisent les approches volontaires plutôt que judiciaires. Ils allègent les procédures judiciaires pour réduire les délais. Ils insistent sur des conduites respectueuses des droits des jeunes, à tenir lorsque des mesures leur sont imposées.

## Principes généraux
Avertissement : Ce qui suit s'appuie sur le texte de loi à jour au 6 novembre 2006 mais le texte définitif reste à publier et il s'accompagnera de règlements. L'article sera revu en conséquence.

### Une Loi pour des situations exceptionnelles
1.La « Loi sur la protection de la jeunesse » s’applique dans des situations exceptionnelles. Ce caractère d’exception découle de ses principes généraux, notamment et en abrégé :
2.La primauté de la responsabilité des parents d’assumer le soin, l’entretien et l’éducation de leur enfant.
3.La participation des parents et l’implication de la communauté aux mesures prises pour mettre fin à la situation de compromission.
4.La prise de décisions dans l’intérêt de l’enfant et le respect de ses droits.
5.Le maintien de l’enfant dans son milieu familial ou, quand c’est impossible, la continuité des soins et la stabilité des conditions de vie appropriées à ses besoins et à son âge.
6.Le traitement de l’enfant et de ses parents avec courtoisie, équité et compréhension ; l’assurance qu’ils sont bien informés et comprennent bien ;  la diligence ; le choix de la ressource à proximité, la prise en compte de leurs points de vue et des caractéristiques culturelles de leur communauté.
7.Le droit aux services d’un avocat, le droit de refus, le droit à des services adéquats, le droit à la confidentialité et à des communications confidentielles.

## Motifs de compromission
La « Loi sur la protection de la jeunesse » mandate le Directeur de la protection de la jeunesse pour intervenir lorsqu’on lui signale une situation où il pourrait y avoir compromission de la sécurité ou du développement d’un enfant. 
Selon l’article 38 de la Loi, « Pour l'application de la présente loi, la sécurité ou le développement d'un enfant est considéré comme compromis lorsqu'il se retrouve dans une situation d'abandon, de négligence, de mauvais traitements psychologiques, d'abus sexuels ou d'abus physiques ou lorsqu'il présente des troubles de comportement sérieux. »
On entend par :
```
a) abandon : lorsque les parents d'un enfant sont décédés ou n'en n'assument pas de fait le soin, l'entretien ou l'éducation et que, dans ces deux situations, ces responsabilités ne sont pas assumées, compte tenu des besoins de l'enfant, par une autre personne ;
```

```
b) négligence :
```

1°  lorsque les parents d'un enfant ou la personne qui en a la garde ne répondent pas à ses besoins fondamentaux :
i.  soit sur le plan physique, en ne lui assurant pas l'essentiel de ses besoins d'ordre alimentaire, vestimentaire, d'hygiène ou de logement compte tenu de leurs ressources ;
ii.  soit sur le plan de la santé, en ne lui assurant pas ou en ne lui permettant pas de recevoir les soins que requiert sa santé physique ou mentale ;
iii.  soit sur le plan éducatif, en ne lui fournissant pas une surveillance ou un encadrement appropriés ou en ne prenant pas les moyens nécessaires pour assurer sa scolarisation ;
2°  lorsqu'il y a un risque sérieux que les parents d'un enfant ou la personne qui en a la garde ne répondent pas à ses besoins fondamentaux de la manière prévue au sous-paragraphe 1° ;
```
c) mauvais traitements psychologiques : lorsque l'enfant subit, de façon grave ou continue, des comportements de nature à lui causer un préjudice de la part de ses parents ou d'une autre personne et que ses parents ne prennent pas les moyens nécessaires pour mettre fin à la situation. Ces comportements se traduisent notamment par de l'indifférence, du dénigrement, du rejet affectif, de l'isolement, des menaces, de l'exploitation, entre autres si l'enfant est forcé à faire un travail disproportionné par rapport à ses capacités, ou par l'exposition à la violence conjugale ou familiale ;
```

```
d) abus sexuels :
```

1°  lorsque l'enfant subit des gestes à caractère sexuel, avec ou sans contact physique, de la part de ses parents ou d'une autre personne et que ses parents ne prennent pas les moyens nécessaires pour mettre fin à la situation ;
2°  lorsque l'enfant court un risque sérieux de subir des gestes à caractère sexuel, avec ou sans contact physique, de la part de ses parents ou d'une autre personne et que ses parents ne prennent pas les moyens nécessaires pour mettre fin à la situation ;
```
e) abus physiques :
```

1°  lorsque l'enfant subit des sévices corporels ou est soumis à des méthodes éducatives déraisonnables de la part de ses parents ou de la part d'une autre personne et que ses parents ne prennent pas les moyens nécessaires pour mettre fin à la situation ;
2°  lorsque l'enfant court un risque sérieux de subir des sévices corporels ou d'être soumis à des méthodes éducatives déraisonnables de la part de ses parents ou d'une autre personne et que ses parents ne prennent pas les moyens nécessaires pour mettre fin à la situation ;
```
f) troubles de comportement sérieux : lorsque l'enfant, de façon grave ou continue, se comporte de manière à porter atteinte à son intégrité physique ou psychologique ou à celle d'autrui et que ses parents ne prennent pas les moyens nécessaires pour mettre fin à la situation ou que l'enfant de 14 ans et plus s'y oppose.
```

Selon l’article 38.1 « ...la sécurité ou le développement d’un enfant peut être considéré comme compromis :
- a)	s’il quitte sans autorisation son propre foyer, une famille d’accueil ou une installation maintenue par un établissement qui exploite un centre de réadaptation ou un centre hospitalier alors que sa situation n’est pas prise en charge par le directeur de la protection de la jeunesse ;
- b)	s’il est d’âge scolaire et ne fréquente pas l’école ou s’en absente fréquemment sans raison ;
- c)	si ses parents ne s’acquittent pas des obligations de soin, d’entretien et d’éducation qu’ils ont à l’égard de leur enfant ou ne s’en occupent pas d’une façon stable, alors qu’il est confié à un établissement ou à une famille d’accueil depuis un an. »

(Gouvernement du Québec, La Loi sur la protection de la jeunesse, 2006)

## Application de la Loi

### Le signalement
Selon l’article 39, tout professionnel, ou tout employé d’un établissement, enseignant, policier, qui a « un motif raisonnable de croire que la sécurité ou le développement d’un enfant est ou peut être considéré comme compromis (...)  est tenu de signaler sans délai la situation au directeur. Toute autre personne qui a des motifs raisonnables de croire qu’un enfant est « victime d’abus sexuels ou est soumis à des mauvais traitements physiques » (art. 38 g) est aussi tenue de signaler sans délai, alors que pour tous les autres motifs  de l’article 38, elle peut signaler la situation au directeur. 
À la suite de la réception d’un signalement, le directeur de la protection de la jeunesse décide si ce signalement est recevable et si des mesures d’urgences s’imposent. Si le signalement est recevable, une évaluation de la situation signalée est à mener. 

### Mesures d’urgence, évaluation et orientation
Si des mesures d’urgence s’imposent, (art 45)  le Directeur peut retirer immédiatement l’enfant du milieu, pour une période de 48 heures. Si les parents ou l’enfant s’opposent à ces mesures, le directeur doit soumettre le cas au tribunal dans les plus brefs délais. 
Avec ou sans mesures d’urgence, un signalement retenu est évalué. Dans tous les cas, l’enfant et les parents doivent être informés des conclusions de l’évaluation. Si elle conclut que les faits ne sont pas fondés, ou qu’ils existent mais que la sécurité ou le développement de l’enfant n’est pas compromis, le dossier est fermé. Si elle conclut qu’il y a compromission, le directeur prend la situation en charge. Il favorise l’adhésion des parents et de l’enfant de plus de 14 ans, à l’entente sur mesures volontaires écrite qu’il propose. (art. 51) Dans cette entente le directeur peut proposer une ou plusieurs des mesures définies à l’article 54. Si dans les 10 jours, aucune entente n’intervient avec les parents et l’enfant de plus de 14 ans, ou s’ils refusent toute mesure pour corriger la situation, le directeur doit saisir le tribunal.

### Chambre de la jeunesse
Outre les décisions sur les mesures d’urgence ou les mesures intérimaires qu’un juge de la Chambre de la jeunesse peut rendre dans une situation, lorsqu’une requête en protection lui est soumise, l’article 91 de la loi définit les différentes mesures qu’il peut ordonner. Dans une comparution en Chambre de la jeunesse, les parents et l’enfant ont le droit d’être représentés par avocat. Lorsqu’un juge émet une ordonnance, c’est le Directeur de la protection de la jeunesse qui est mandaté pour offrir les services et s’assurer du respect de l’ordonnance. Il existe des recours en appel d’une décision de la Chambre de la jeunesse en Cour supérieure.

### Révision
Un réviseur, sous l’autorité immédiate du Directeur de la protection de la jeunesse, s’informe périodiquement de l’évolution de la situation de tout enfant pris en charge. (art. 57) Il doit alors décider si la sécurité ou le développement de cet enfant est encore compromis et des mesures à prendre. (art. 95) 

## Commission des droits de la personne et des droits de la jeunesse
La Commission des droits de la personne et des droits de la jeunesse (art.23)  a un pouvoir d’enquête, des moyens légaux et de recommandations si elle a des raisons de croire que les droits d’un enfant ou d’un groupe d’enfants ont été lésés.